# Melanargia punctata
Melanargia punctata är en fjärilsart som beskrevs av Roger Grund 1908. Melanargia punctata ingår i släktet Melanargia och familjen praktfjärilar. Inga underarter finns listade i Catalogue of Life.